# 金京珠
金京珠（1992年1月5日—），中国女子短道速滑、速度滑冰运动员，2011年冬季世界大学生运动会短道速滑女子3000米接力银牌得主、2023年世界速度滑冰锦标赛女子团体竞速赛铜牌得主。